# 포르테 디 콰트로
포르테 디 콰트로(이탈리아어: Forte di Quattro)는 대한민국의 크로스오버 사중창 그룹이다. 2016년 《팬텀싱어》의 최종 우승팀으로 약 1년간 유니버설 뮤직 코리아와 계약하여 활동하게 된다.

## 구성원
| 이름   | 소개 |
| ------ | --- |
| 고훈정 | - 생년월일: 1983년 6월 15일(42세) - 출생지: 대한민국 - 학력: 경희대학교 성악과 (중퇴)                   |
| 김현수 | - 생년월일: 1987년 1월 12일(38세) - 출생지: 대한민국 서울특별시 - 학력: 서울대학교 대학원 성악과 (졸업) |
| 손태진 | - 생년월일: 1988년 10월 20일(36세) - 출생지: 대한민국 - 학력: 서울대학교 대학원 성악과 (수료)           |
| 이벼리 | - 생년월일: 1989년 1월 10일(36세) - 출생지: 대한민국 - 학력: 삼육대학교 신학과 (졸업)                   |

## 음원 및 음반 발매
- 2016 JTBC <팬텀싱어> 디지털 싱글 음원 《Odissea》, 《Notte Stellata》, 《베틀노래》, 《Adagio》
- 2017 월간 윤종신 3월호 디지털 싱글 음원 《마지막 순간》
- 2017 1집 《포르테 디 콰트로》 CD
- 2017 1집 《포르테 디 콰트로》 LP
- 2017 1집 《포르테 디 콰트로》 리패키지
- 2017 2집 《Classica》
- 2018 디지털 싱글 음원 《L`impossibile Vivere》(with 포레스텔라)
- 2018 2.5집 《Colors》
- 2019 디지털 싱글 음원 《Lacrimosa》
- 2019 3집 《Harmonia》
- 2021 디지털 싱글 음원 《Comes True》
- 2021 팬텀싱어 올스타전 디지털 싱글음원 《도시의 Opera》, 《길》
- 2022 디지털 싱글 음원 《Ophelia》, 《Winter Lullaby》
- 2022 4집 《METAPHONIC》

## 수상
- 2017. 1. JTBC 팬텀싱어 시즌 1 우승
- 2021. 12. 제16회 아시아모델어워즈> '크로스 오버 부문 인기상'

## 방송

### TV
- 2017. 2. JTBC <김제동의 톡투유>
- 2017. 4. JTBC <고전적 하루>
- 2017. 9. MBC TV예술무대 (1집 포르테 디 콰트로 전국투어 앙코르 콘서트 실황 방송)
- 2017. 10. KBS1 TV <열린음악회 구미시편>
- 2017. 12. SBS <판타스틱 듀오2 - 김광석 편>
- 2018. 6. KBS2 TV <불후의 명곡 전설을 노래하다 - 정훈희 편>
- 2018. 7. KBS2 TV <불후의 명곡 전설을 노래하다 - 윤시내 편>
- 2018. 7. KBS1 TV <열린음악회>
- 2018. 7. KBS2 TV <불후의 명곡 전설을 노래하다 - 최진희 편>
- 2018. 12. KBS2 TV <불후의 명곡 전설을 노래하다 - 왕중왕 전>
- 2019. 3. MBC TV예술무대 (언플러그드 콘서트 실황방송)
- 2019. 7. KBS1 TV <열린음악회 - 크로스오버 특집 편>
- 2019. 11. KBS2 TV <불후의 명곡 전설을 노래하다 - 박진영 편>
- 2019. 12. KBS1 TV <열린음악회>
- 2019. 12. KBS1 TV <열린음악회 - 전라북도 편>
- 2020. 5. JTBC <팬텀싱어 3>
- 2020. 5. KBS2 TV <불후의 명곡 전설을 노래하다 - 조영수 편>
- 2020. 5. MBC TV예술무대 <포르테 디 콰트로의 하우스 콘서트>
- 2020. 5. KBS1 TV <열린음악회 - 서울의 봄, 광주의 빛 편>
- 2020. 8. KBS1 TV <열린음악회 - 시네마 천국 편>
- 2020. 11. KBS1 TV <열린음악회 - 하모니 편>
- 2021. 1. KBS2 TV <불후의 명곡 전설을 노래하다 - 故 김현식 편>
- 2021. 1. ~ 4.  JTBC <팬텀싱어 올스타전>
- 2021. 5. UBC 울산방송 <장미챌린지 in 울산>
- 2021. 8. KBS2 TV <불후의 명곡 전설을 노래하다 - 전인권 편>
- 2021. 9. KBS2 TV <불후의 명곡 전설을 노래하다 - 가곡 편>
- 2021. 9. KBS2 TV <피어나라 대한민국, 심수봉>
- 2021. 10. KBS1 TV <열린음악회 - 경찰의 날 편>
- 2021. 12. KBS1 TV <사랑의 열매 희망 2022 나눔 캠페인>
- 2021. 12. KBS2 TV <2021 불후의 명곡 전설을 노래하다 - 왕중왕전>
- 2021. 12. TBS <스윗랑데부: A December to Remember - 12월의 랑데부>
- 2021. 12. KBS1 TV <열린음악회>
- 2022. 2. MBC TV예술무대 (보이스맨)
- 2022. 6. KBS2 TV <불후의 명곡 전설을 노래하다 - 이적 편>
- 2022. 7. 대전 MBC 2022 보령해양 머드 박람회 개막 축하 특집 콘서트 < MBC SOL CONCERT (Sea of Life) >
- 2022. 7. KBS1 TV <열린음악회>
- 2022. 10. KBS 2022 코리안 페스티벌 - 120년의 꿈

### 라디오
- 2017. 8. KBS 2FM <김지원의 옥탑방 라디오>
- 2017. 8. SBS 파워FM <아름다운 이 아침 김창완입니다>
- 2019. 1. KBS Cool FM <박명수의 라디오쇼>
- 2019. 11.  KBS Cool FM <문희준의 뮤직쇼>
- 2019. 12. SBS 러브FM <김창열의 올드스쿨>
- 2019. 12. KBS Cool FM <사랑하기 좋은날 이금희입니다>
- 2019. 12. SBS 파워 FM <아름다운 이 아침 김창완입니다.>
- 2020. 2. MBC 표준 FM <이윤석, 전영미의 좋은 주말>
- 2020. 7. EBS FM  <이승열의 세계 음악 기행>
- 2020. 8. TBS eFM <MEN ON AIR>
- 2020. 10. EBS FM  <이승열의 세계 음악 기행>
- 2020. 12. BBS 불교방송 <마음대로 라디오>
- 2022. 4. 네이버 NOW <응수C네>
- 2022. 4. BFLO 오디오 <최애플레이리스트>
- 2022. 4. 네이버 NOW <너에게 음악>

## 공연

### 앨범 발매 전국투어
- 2017. 5. ~ 8. 1집 <포르테 디 콰트로> (수원, 전주, 청주, 고양, 광주, 울산, 서울, 창원, 성남, 대전, 제주, 대구, 부산, 원주, 서울(앙코르 콘서트)
- 2017. 11. ~ 2018. 1. 2집 <클라시카> (광주, 수원, 대전, 고양, 대구, 서울, 울산, 인천, 구리, 부산, 전주, 성남, 고양(앙코르 콘서트)
- 2018. 12 ~ 2019. 1. 2.5집 <Colors> (인천, 부산, 청주, 대구, 전주, 수원, 서울)
- 2019. 11. ~ 2020. 1. 3집 <아르모니아> (광주, 서울, 부산, 대전, 성남, 대구)
- 2022. 3. ~ 6. 4집 <METAPHONIC> (인천, 성남, 전주, 부산, 고양, 서울)

### 단독 콘서트
- 2017. 12. 포르테 디 콰트로 디너쇼 (서울)
- 2018. 4. 포르테 디 콰트로 일본 프리미엄 콘서트 (일본 도쿄)
- 2018. 7. 토크콘서트 (서울)
- 2018. 11. 感性利川 감성이천 (이천)
- 2019. 3. 언플러그드 콘서트 (서울)
- 2019. 6. 라메르 La Mer (부산)
- 2019. 7. 언플러그드 콘서트 II (서울)
- 2018. 9. 명작 名作 (부산, 서울)
- 2019. 10. ASAC슈퍼콘서트 (안산)
- 2019. 10. 원데이 페스티벌 '좋은날’ (인천)
- 2019. 11. 포르테 디 콰트로와 함께하는 <Notte Stellata> (서울)
- 2020. 7. 언플러그드 콘서트 III - 더 클래식 (서울)
- 2020. 11. 포르테 디 콰트로와 함께하는 <Notte Stellata 2020> (서울)
- 2021. 3 ~ 5. 언플러그드 콘서트 III - 더 클래식 앙코르 전국투어 (서울, 부산, 고양, 진주 총 8회)
- 2021. 4. 포르테 디 콰트로 in 오케스트라 스페셜 콘서트 (서울)
- 2021. 7. 언플러그드 콘서트 : 더 클래식 피날레 (서울)
- 2021. 9. 포르테 디 콰트로와 함께하는 <Notte Stellata 2021> (서울)
- 2021. 10. CBS주최 <포르테 디 콰트로 • 더 클래식> (서울)
- 2021. 11. 토크 콘서트 <그땐 그랬지> (서울)
- 2021. 12. 마지막 선물 (대전)
- 2022. 10. 언플러그드 콘서트 : METAPHONIC (서울)
- 2022. 12. 포르테 디 콰트로 크리스마스 콘서트 <O Holy Night> (부산)
- 2023. 10. 언플러그드 콘서트 2023_클래식 오디세이 (서울)
- 2024. 5. 언플러그드 콘서트 어쿠스티카 (서울)

### 참여공연
- 2017. 3. 제주 플레이스 개관 기념 공연 (제주)
- 2017. 4. 2017 광복절특집 DMZ 평화콘서트(화합의 시대)
- 2017. 4. ~ 5. 팬텀싱어 갈라콘서트 (부산, 대구, 서울, 인천)
- 2017. 5. 울산대공원 장미축제 (울산)
- 2017. 6. 제주 해비치 아트 페스티벌 (제주)
- 2017. 8. DMZ 평화콘서트
- 2017. 8. 2017 빛깔있는 여름축제-뮤직 인 갈라콘서트 (대전)
- 2017. 9. 윤이상 탄생 100주년 야외음악회 '윤이상을 기억하며' (통영)
- 2017. 9. 마포문화재단 10주년 행사 제2회 M-PAT 클래식 (서울)
- 2017. 9. 2017 조이올팍페스티벌 (서울)
- 2017. 9. 2017 시네마 음악회 (부산)
- 2017. 10. 팬텀싱어 포르테 디 콰트로＆고상지 콘서트 (군포)
- 2017. 10. 그랜드 민트 페스티벌 2017 (서울)
- 2017. 10. 평화기원 평창 뮤직페스타 (평창)
- 2017. 10. 삼성뮤직과 함께 하는 포르테 디 콰트로 콘서트 (서울)
- 2018. 5. / 6. 팬텀vs팬텀 콘서트 (서울, 부산)
- 2018. 6. 2018 팬텀싱어 페스티벌 (서울)
- 2018. 7. 머니투데이 여름음악회 (서울)
- 2018. 7. 2018 파크콘서트 (성남)
- 2018. 7. 2018 울산서머페스티벌 – 열린콘서트
- 2018. 8. L 클래식 페스티벌 Evening with 포르테 디 콰트로 & 지용 (서울)
- 2018. 8. 송도 맥주축제 2018 (인천)
- 2018. 10. 2018 가을밤 콘서트 (서울)
- 2018. 11. 한수원아트페스티벌 2018 (경주)
- 2018. 12. 인춘 재단 콘서트 (서울)
- 2018. 12. 루빅 크리스마스이브 콘서트 (인천)
- 2019. 2. 평창동계올림픽, 패럴림픽 1주년 기념 대축제 (서울)
- 2019. 2. 제주 KBS 공사창립 특집 <인생콘서트> (제주)
- 2019. 3. KBS 창원 개국 77주년 기념<봄 오는 소리> (창원)
- 2019. 6. 김문정 ONLY (서울)
- 2019. 6. 충북도립교향악안 미래를 향하여 초청공연 (청주)
- 2019. 8. <임시정부수립 100주년 기념 및 제 74주년 광복절 기념음악회> (파주)
- 2019. 9. 2019 인천공항 SKY FESTIVAL (인천)
- 2019. 9. ILLUSO 가을의 명곡 (서울)
- 2019. 9. 서울뮤직페스티벌 (서울)
- 2019. 10. <예술로 하나되는 아름다운 동행 열린음악회> (안동)
- 2019. 12. 2019 송년음악회 <Farewell Concert> (천안)
- 2019. 12 / 2020. 1. 팬텀 오브 클래식 (부산, 서울, 익산)
- 2020. 2. 예술의전당 발렌타인데이 콘서트 (서울)
- 2020. 11. 제56회 크림슨마스터즈콘서트 (서울)
- 2021. 3. 팬텀 오브 클래식 (서울)
- 2021. 3. 팬텀 오브 클래식 앙코르 (서울)
- 2021. 4. 포르테 디 콰트로 스페셜 콘서트 in 오케스트라 (서울)
- 2021. 5. 포르테 디 콰트로 콘서트 with 박기영 (경기 광주)
- 2021. 5 / 6. 팬텀싱어 올스타전 갈라 콘체르토 (서울)
- 2021. 6. 2021 팬텀싱어 포르테 디 콰트로와 함께 하는 팬텀뮤직콘서트 (공주)
- 2021. 10. 제 6회 마포 M 클래식 축제 (서울)
- 2022. 1. 2022 국립정동극장 신년음악회 (서울)
- 2022. 1. 포르테 디 콰트로 x 크랙실버 슈퍼 콘서트 (서울)
- 2022. 7. 2022 보령 머드 축제 개막식 (충남 보령)
- 2022. 8. 광복 77주년 음악회 (서울)
- 2022. 8. 유치하이쇼 2023 부산 세계박람회 유치기원 특별음악회 (부산)
- 2022. 9. 제 5회 정서진 피크닉 클래식 피날레 콘서트 (인천)
- 2022. 9. 제 7회 문학산 음악회 (인천)
- 2024. 4. 포르테 디 콰트로·몽니·오은철 <어쿠스틱 신드롬> (서울

### 스트리밍 콘서트
- 2020. 1. 스튜디오 기와 STUDIO KIWA 라이브
- 2020. 3. 반지하 콘서트
- 2020. 4. 세종문화회관 힘내라 콘서트 Only For You
- 2020. 12. BMW 언택트 콘서트 BMW YEAR-END UNTACT CONCERT
- 2021. 6. 2021 드림콘서트
- 2021. 9. #반창고 콘서트
- 2021. 10. World is One 2021 콘서트
- 2021. 12. BMW JOY FOREVER 콘서트
- 2021. 12. TBS 스윗랑데부 <A December to Remember>